# Eyong Enoh
Eyong Tarkang Enoh, né le 23 mars 1986 à Kumba est un footballeur international camerounais. Il joue au poste de milieu défensif dans la section amateurs de l'Ajax Amsterdam.

## Biographie

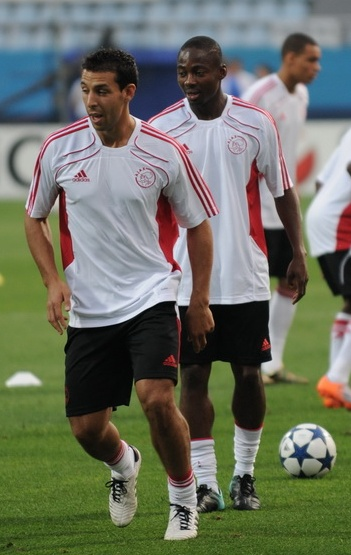
Mounir El Hamdaoui avec Eyong Enoh.

Eyong Enoh commence sa carrière dans son pays natal : le Cameroun à Mount Cameroun. Mais Eyong décide de voir plus grand et fait des essais dans l'Europe entière : Angleterre, France, Danemark, Suède ou Israël. La piste la plus sérieuse est du côté de Portsmouth ou l'essai est concluant et l'entraîneur présent Harry Redknapp est d'accord pour le faire signer. Mais comme souvent en Angleterre l'affaire capote pour des problèmes de permis de travail.
Eyong Enoh se retrouve dans les clubs de Mağusa Türk Gücü S.K. et Türk Ocağı Limasol S.K. dans le championnat autonome de Chypre du Nord, mais le niveau est très faible et Eyong retourne en Afrique et signe dans le club affilié en Afrique du Sud de l'Ajax Amsterdam : l'Ajax Cape Town.
Après deux bonnes saisons, surtout en 2008 où il est récompensé comme meilleur joueur d'Afrique du Sud de l'année, il tape dans l'œil des dirigeants bataves qui lui font signer un contrat de deux ans en septembre 2008.
Il joue son premier match avec l'Ajax le 21 septembre 2008 contre Feyenoord Rotterdam en Eredivisie en rentrant à la 75e minute à la place de Jeffrey Sarpong (2-2).
Le 18 mars 2009, il marque son premier but avec l'Ajax contre l'Olympique de Marseille en Coupe d'UEFA lors des huitièmes de finale retour, mais ne peut empêcher la qualification du club français. Il est à l'origine du penalty des Néerlandais lors du match aller.
Le 31 janvier 2013, il est prêté avec option d'achat à Fulham jusqu'à la fin de la saison. 
Début janvier 2014, il est prêté avec option d'achat au club turc d'Antalyaspor.
À la suite de la relégation d'Antalyaspor, il signe le 30 août 2014 un contrat d'une durée de deux ans en faveur du Standard de Liège.

## Palmarès

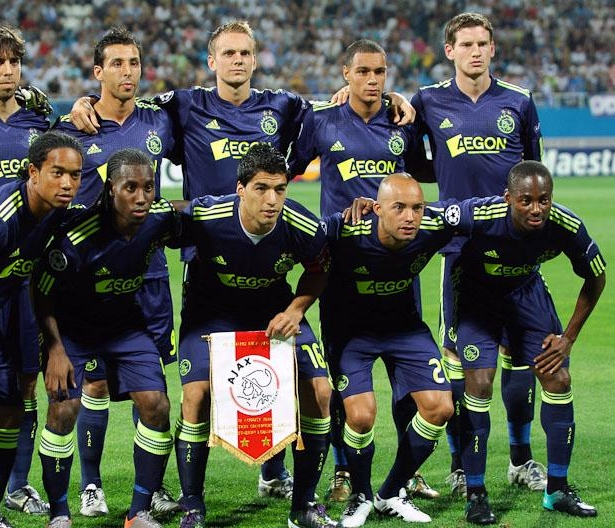
Eyong Enoh accroupi au bout dans l'équipe d'AJAX

Ajax Cape Town FC
- Coupe d'Afrique du Sud
  - Vainqueur : 2007

 Ajax Amsterdam
- Championnat des Pays-Bas
  - Champion : 2011 et 2012
- Coupe des Pays-Bas
  - Vainqueur : 2010

 Standard de Liège
- Coupe de Belgique
  - Vainqueur :2016

### Distinctions personnelles

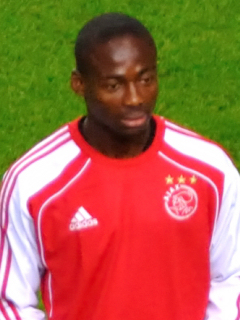
Eyong Enoh, footballeur Camerounais originaire de Kumba

- Eyong Enoh, footballeur Camerounais originaire de Kumba2008 : Joueur de l'année en Afrique du Sud.

## Buts internationaux
|   | Date             | Lieu                                   | Adversaire | Résultat | Compétition  |
| - | ---------------- | -------------------------------------- | ---------- | -------- | ------------ |
| 1 | 29 mai 2010      | Hypo Group Arena, Klagenfurt, Autriche | Slovaquie  | 1-1      | Match amical |
| 2 | 11 novembre 2011 | Stade El Harti, Marrakech, Maroc       | Soudan     | 3-1      | Match amical |